# Günther Bergemann
Günther Bergemann (* 15. November 1902 in Husum; † 1968) war ein deutscher Verwaltungsbeamter, der unter anderem zwischen 1952 und 1957 Beamteter Staatssekretär im Bundesministerium für Verkehr sowie von 1957 bis 1967 Geschäftsführer der Margarine-Union GmbH war.

## Leben
Günther Bergemann, der sich zusammen mit dem späteren Beamteten Staatssekretär im Bundesministerium für Arbeit und Soziales Wilhelm Claussen in der Wandervogel-Bewegung engagierte, absolvierte nach dem Schulbesuch ein Studium der Rechtswissenschaften in Tübingen und Göttingen. In Tübingen wurde er Mitglied der Studentenverbindung Saxonia. Danach wurde er zum promoviert Dr. jur. Zwischen 1927 und 1933 Mitarbeiter im Gesamtverband der christlichen Gewerkschaften Deutschlands (GCG) in Berlin. Zugleich lehrte er von 1929 bis 1935 als Dozent an der Fachschule für Wirtschaft und Verwaltung in Berlin und war ferner zwischen 1933 und 1934 im Preußischen Ministerium für Handel und Gewerbe tätig. 1934 wechselte er ins Reichswirtschaftsministerium und war dort zuletzt von 1939 bis 1941 Leiter der Handelspolitischen Abteilung. Anschließend war er von 1941 bis 1942 Stellvertreter des Generalbevollmächtigten für die Wirtschaft in Serbien Franz Neuhausen sowie daraufhin zwischen 1942 und 1945 im Reichsverkehrsministerium Leiter der Abteilung Seeschifffahrt in Hamburg. Nach Ende des Zweiten Weltkrieges fungierte er von 1945 bis 1947 erst als Leiter des Seeschifffahrtsamtes in Hamburg sowie daraufhin zwischen 1947 und 1948 Leiter der Hauptverwaltung des Seeverkehrs des US-amerikanischen und britischen Besatzungsgebiets, ehe er von 1948 bis 1949 Leiter der Abteilung Seeverkehr in der Verwaltung für Verkehr des Vereinigten Wirtschaftsgebiets war.
Nach Gründung der Bundesrepublik Deutschland trat Bergemann 1949 ins Bundesministerium für Verkehr ein und war dort zunächst bis 1952 Leiter der Allgemeinen Abteilung. 1952 wurde er als Nachfolger von Edmund Frohne Beamteter Staatssekretär im Bundesministerium für Verkehr und bekleidete dieses Amt bis 1957, woraufhin Ludwig Seiermann ihn ablöste. Nach seinem Ausscheiden aus dem Regierungsdienst war er von 1957 bis 1967 Geschäftsführer der Margarine-Union GmbH.

## Veröffentlichungen
- Neues Arbeitsrecht, insbesondere das Gesetz zur Ordnung der Nationalen Arbeit. Mitautor Wilhelm Herschel. Leipzig 1934.
- Das Gesetz über die Heimarbeit vom 23. März 1934 mit amtlicher Begründung und der Durchführungsverordnung vom 23. März 1934. Textausgabe mit Einführung, Anmerkungen und Sachregister. Berlin 1934.